# José Manuel Barla Garcia
José Manuel Barla (Cadis, 1 de gener de 1967) és un exfutbolista andalús, que jugava de migcampista. Actualment entrena el Real Avilés, a Segona Divisió B.

## Trajectòria
Sorgit del planter del Cadis CF, debutarà amb els gaditans a la 86/87, en partit contra l'Sporting de Gijón. Eixe any disputaria fins a 16 partits i marcaria un gol. Sense massa oportunitats a l'any següent, es va consolidar al primer equip del Cádiz a partir de la 88/89. Va ser titular en els cinc anys que passà en Primera amb el conjunt blau-i-groc, tot sumant més de 170 partits de Lliga.
La temporada 92/93, el Cadis CF cau a la Segona. Barla acompanyaria al seu equip, tot jugant 34 partits a la categoria d'argent. Però el club va encadenar un segon descens a Segona B i el migcampista va acceptar l'oferta del Rayo Vallecano. Amb els madrilenys va pujar de nou a la màxima categoria eixa mateixa 94/95, sent decisiu amb 7 gols en 35 partits.
Barla hi romandria dos anys més a Primera amb el Rayo. La 95/96 va ser titular, però aquesta condició la va perdre a l'any següent, comptabilitzant 28 partits. El Rayo va retornar a la Segona Divisió al final de la temporada 96/97 i el migcampista va retornar al Cadis CF, que continuava a Segona B.
En aquesta nova etapa cadista, Barla va militar fins a la seua retirada a les acaballes de la temporada 99/00, sense poder obtenir el desitjat ascens a Segona. Després de la seua retirada, continua vinculat al món del futbol i al Cadis CF en qualitat de director esportiu de l'entitat.